# Monastero e chiesa di San Niccolò
La chiesa e monastero di San Niccolò di Prato si trovano in piazza Cardinale Niccolò.
La chiesa, di origine trecentesca, collegata al monastero domenicano femminile, è stata completamente trasformata nel XVII secolo. Si tratta di uno dei complessi monastici più suggestivi e meglio conservati della Toscana, fu costruito nel 1323-1328 su lascito del cardinale Niccolò Alberti, detto Niccolò da Prato, fu più volte ampliato, soprattutto dopo la trasformazione, nel 1785, in collegio per ragazze della nobiltà toscana, da lì termine "conservatorio" cioè luogo per "tenere in serbanza le nobil zitelle", cioè "conservare" (la rispettabilità virginale).

## La chiesa
Il fianco medievale della chiesa, sulla piazza, conserva un interessante portale trecentesco; all'interno la chiesa pubblica, ridecorata intorno al 1720, ha struttura una vasta aula armoniosa del primo Seicento a tre navate su colonne rivestite in scagliola. 

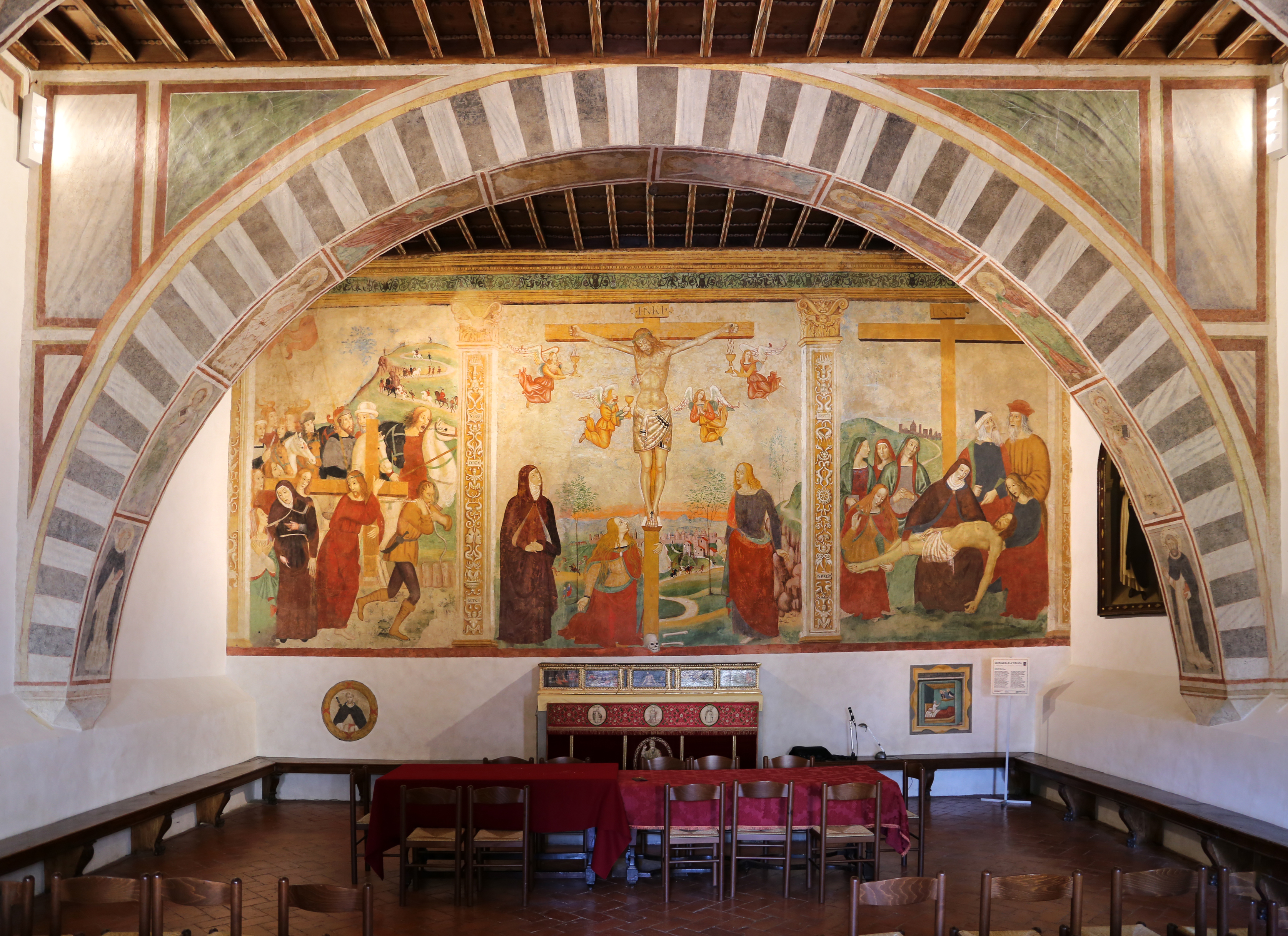
Affreschi di Tommaso di Piero nella sala consiliare, 1490 circa

Il bell'altare maggiore in marmi colorati (1647) ospita una vivace Assunta (1697) di Alessandro Gherardini; di lato, sotto una cantoria settecentesca, è un notevole tabernacolo rinascimentale (1478) di Francesco Ferrucci; nella chiesa sono inoltre interessanti pale del XVI-XVIII secolo e affreschi del Tre-Quattrocento: testimoniano la fase più antica l'affresco staccato con la Madonna col Bambino e i Santi Niccolò e Domenico, attribuito a Antonio Vite, e un quattrocentesco affresco con Storie di San Nicola, di Pietro di Miniato. All'altare laterale sinistro è una tavola con Tre Santi domenicani opera di Michele Tosini ed aiuti, databile intorno alla metà del secolo XVI.
Dalla sacrestia, nella quale sono posti un elaborato lavabo robbiano del 1520 di Santi Buglioni, che precedentemente si trovava nel monastero di Sant'Anna in Giolica (con la Madonna e il Bambino, putti, festoni, candelabre), e un bellissimo Crocifisso ligneo quattrocentesco, si accede al Coro monastico, di struttura e decorazione simili alla chiesa, ma più raffinato e unitario nell'arredo e decorazione (di Niccolò Nannetti e forse di Vincenzo Meucci), che conserva anche due affreschi del primo Quattrocento.

## Il monastero

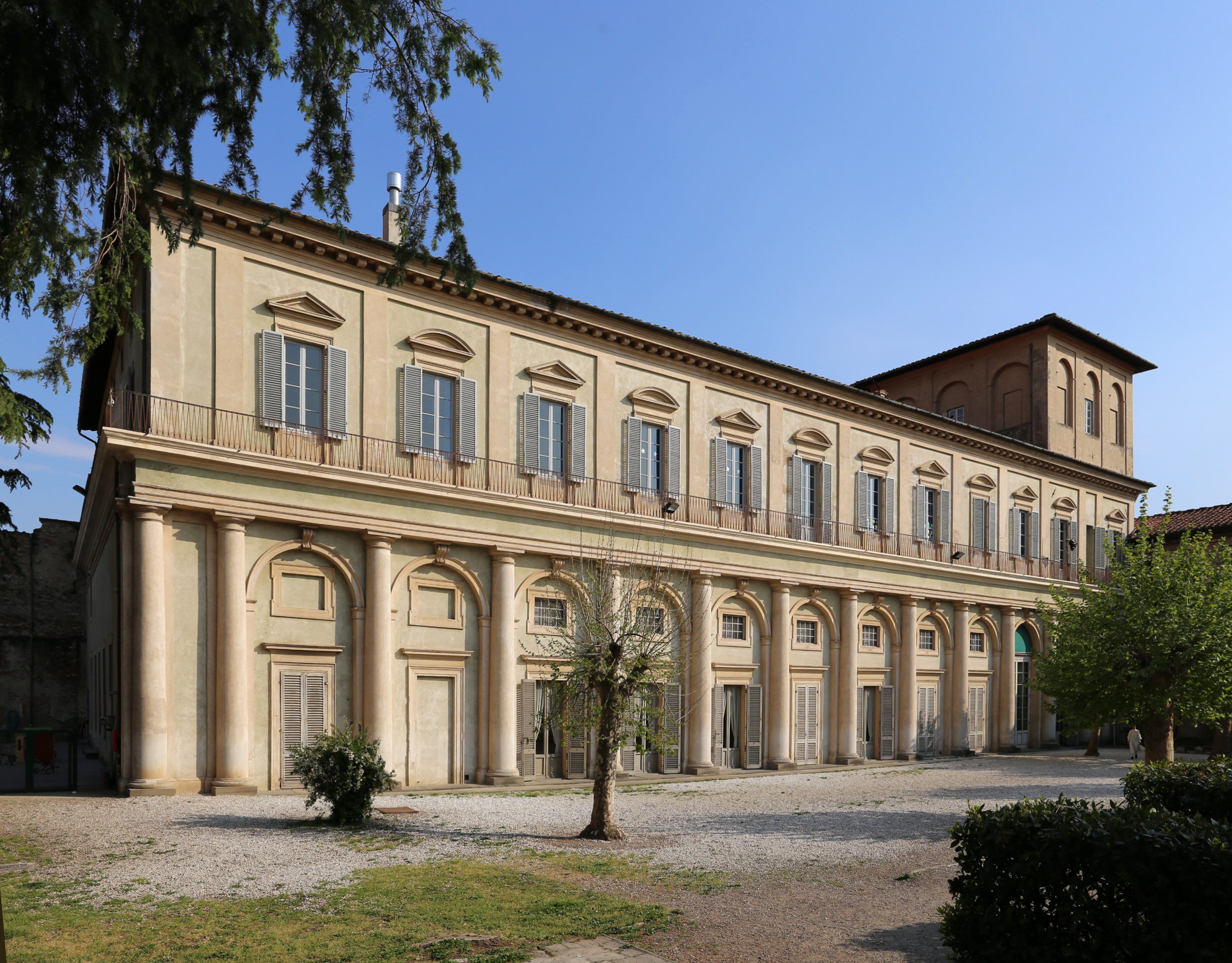
L'educatorio

Dall'ingresso al monastero si accede alla Fabbrica dell'Educatorio (1786-1789), imponente struttura realizzata da Giuseppe Valentini, con originale scalone a pozzo e ampie sale finemente decorate da Luigi Catani. La facciata interna mostra solenni forme neocinquecentesche.
Nella parte antica del monastero restano ambienti interessanti, fra i quali il Refettorio grande (con pancali e tavoli cinque-secenteschi e affreschi di Tommaso di Piero, del 1490 circa), il Capitolo (con le Scene della Passione, affrescate nel 1509 da Girolamo Ristori, decorazioni e soffitto ligneo del tardo Trecento), e alcuni deliziosi ambienti settecenteschi: l'Archivio Spezieriae, l'Appartamento dei Padri, con mobili dipinti, o la Scala Santa, nel giardino.

## Il conservatorio

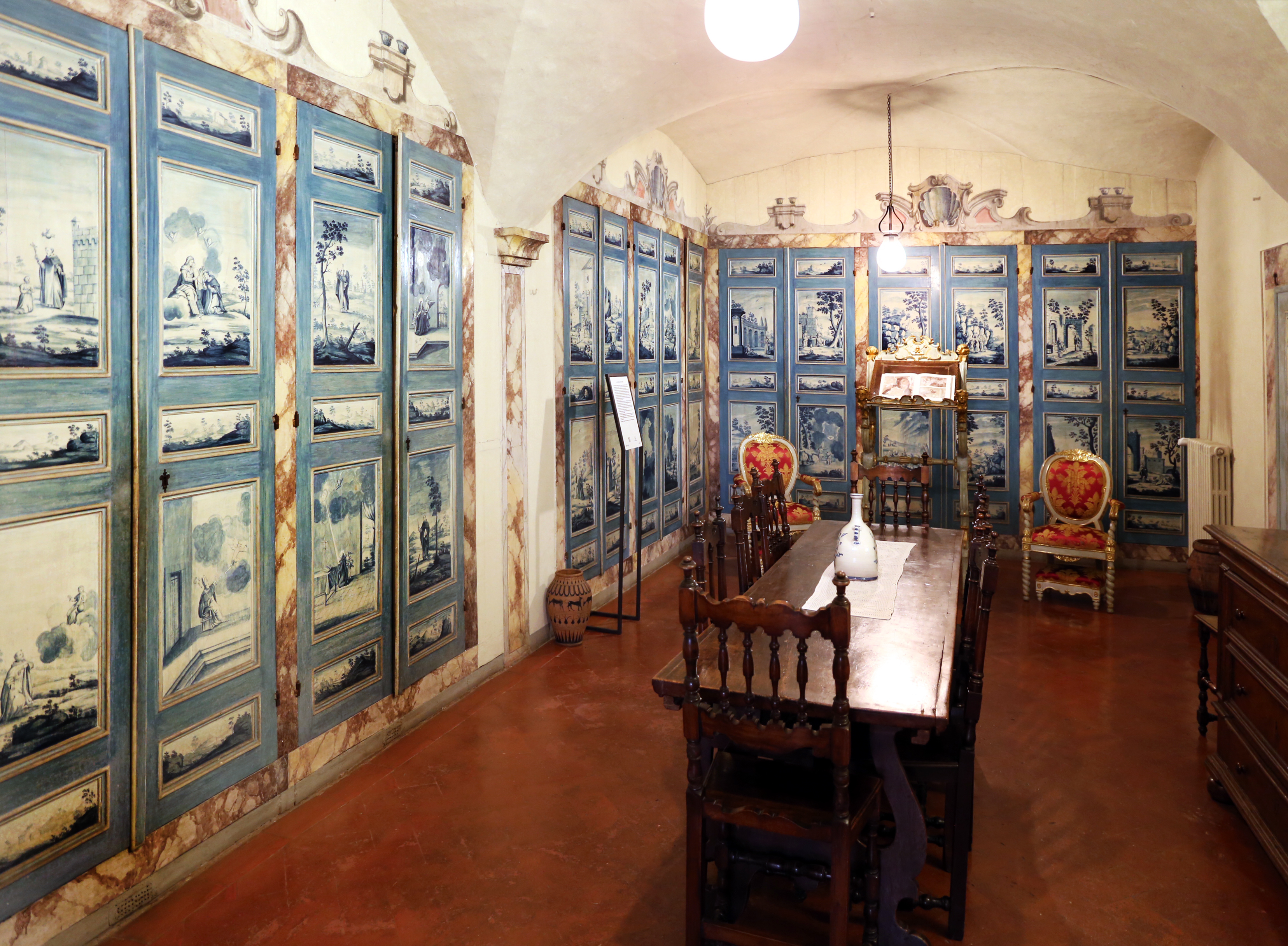
Appartamento dei Padri

La tradizione educativa ebbe inizio nel 1327, come istituto deputato all'istruzione delle educande. Attualmente l'offerta formativa consta di asilo nido, scuola dell'infanzia, primaria, secondaria e liceo.

## Mostre
Dal 2019 gli spazi del monastero sono stati adibiti a mostre di arte moderna e contemporanea come Nel Segno di Leonardo e, nel 2021, …Al mattin del ver si sogna… dedicata a Dante Alighieri e con opere di Paolo Albani, Antonino Bove, Umberto Buscioni, Fabio De Poli, Roberto Malquori, Lucia Marcucci, Lamberto Pignotti, Giampiero Poggiali Berlinghieri, Andrea Rauch.

## Altre immagini

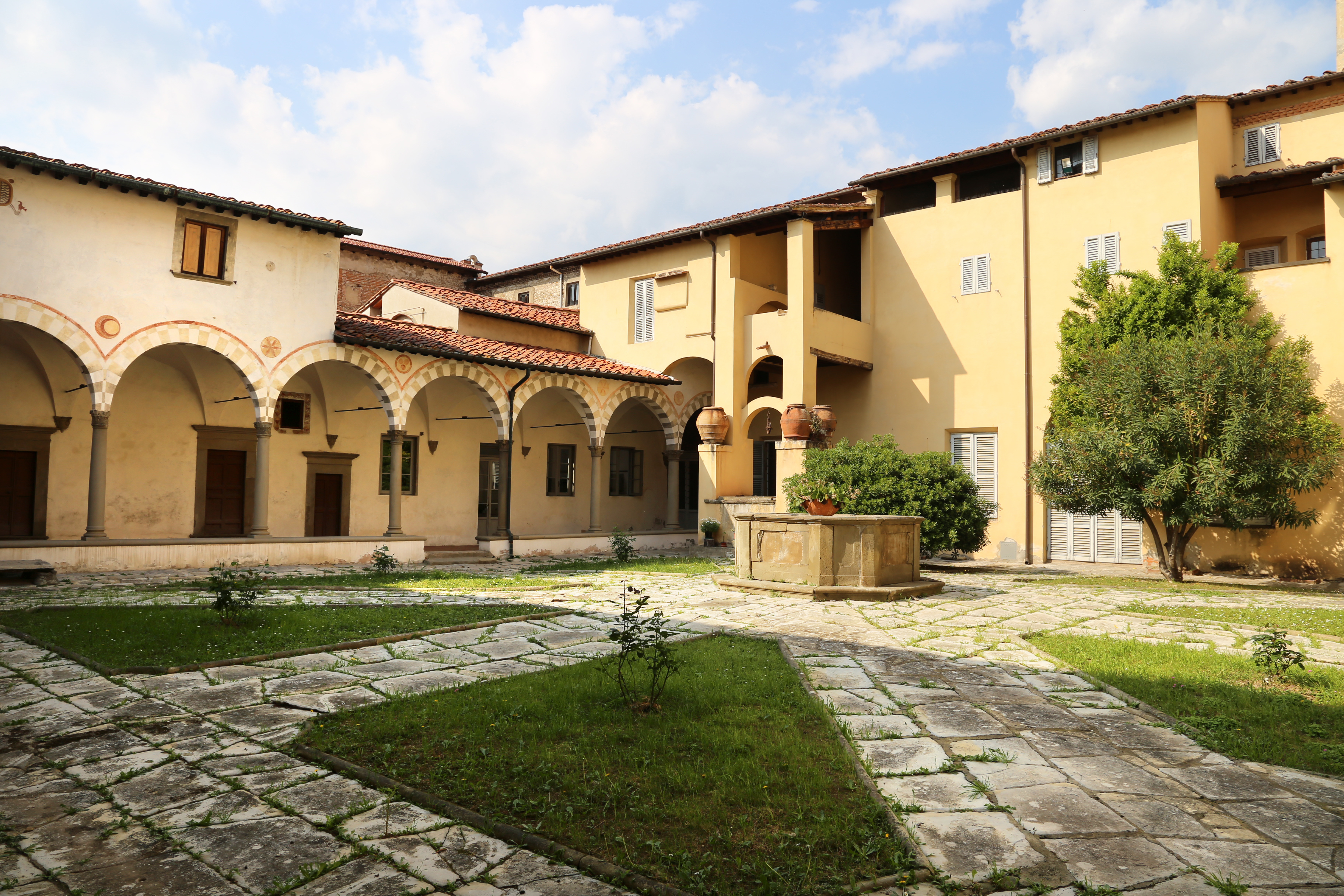
Chiostro
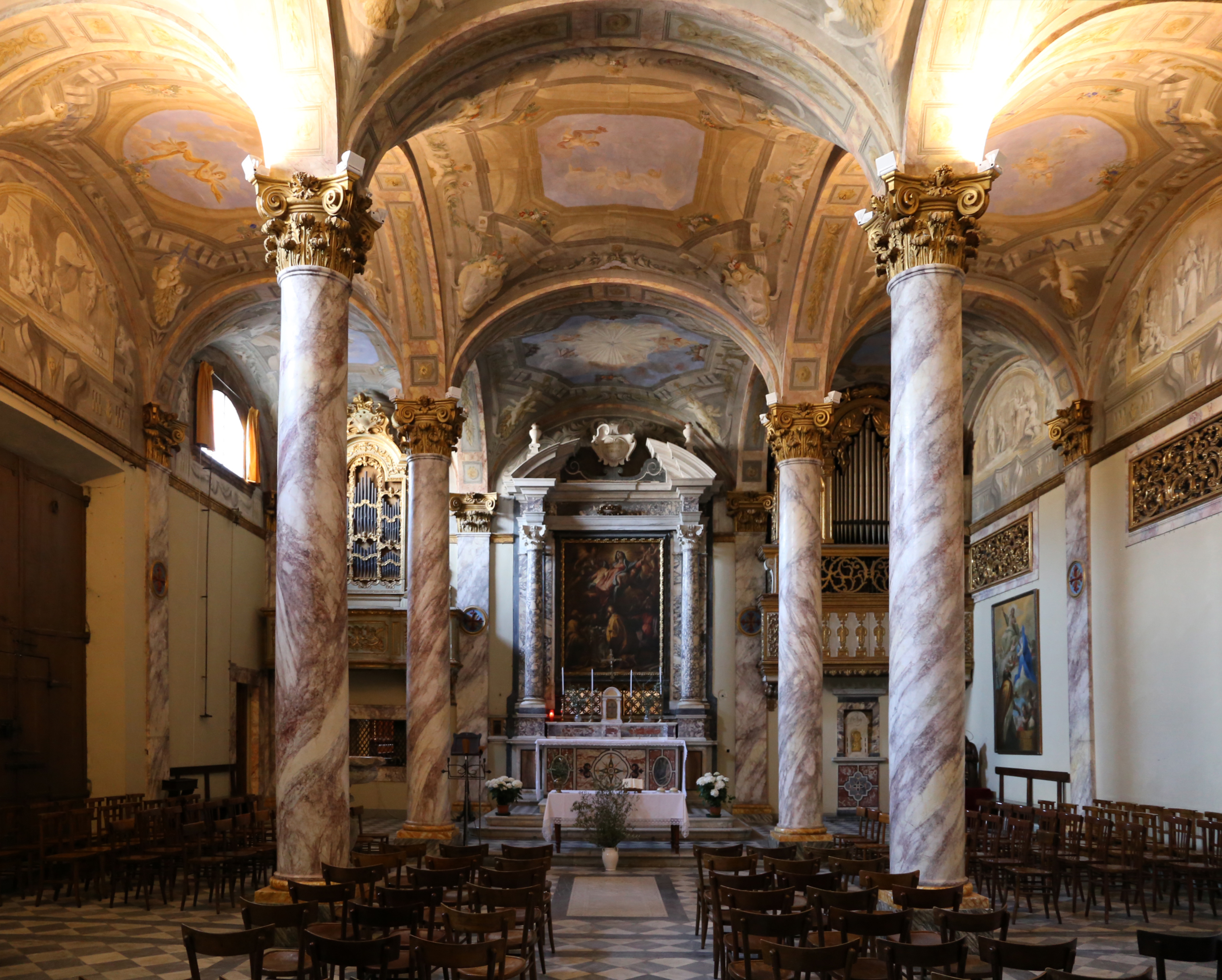
Interno della chiesa
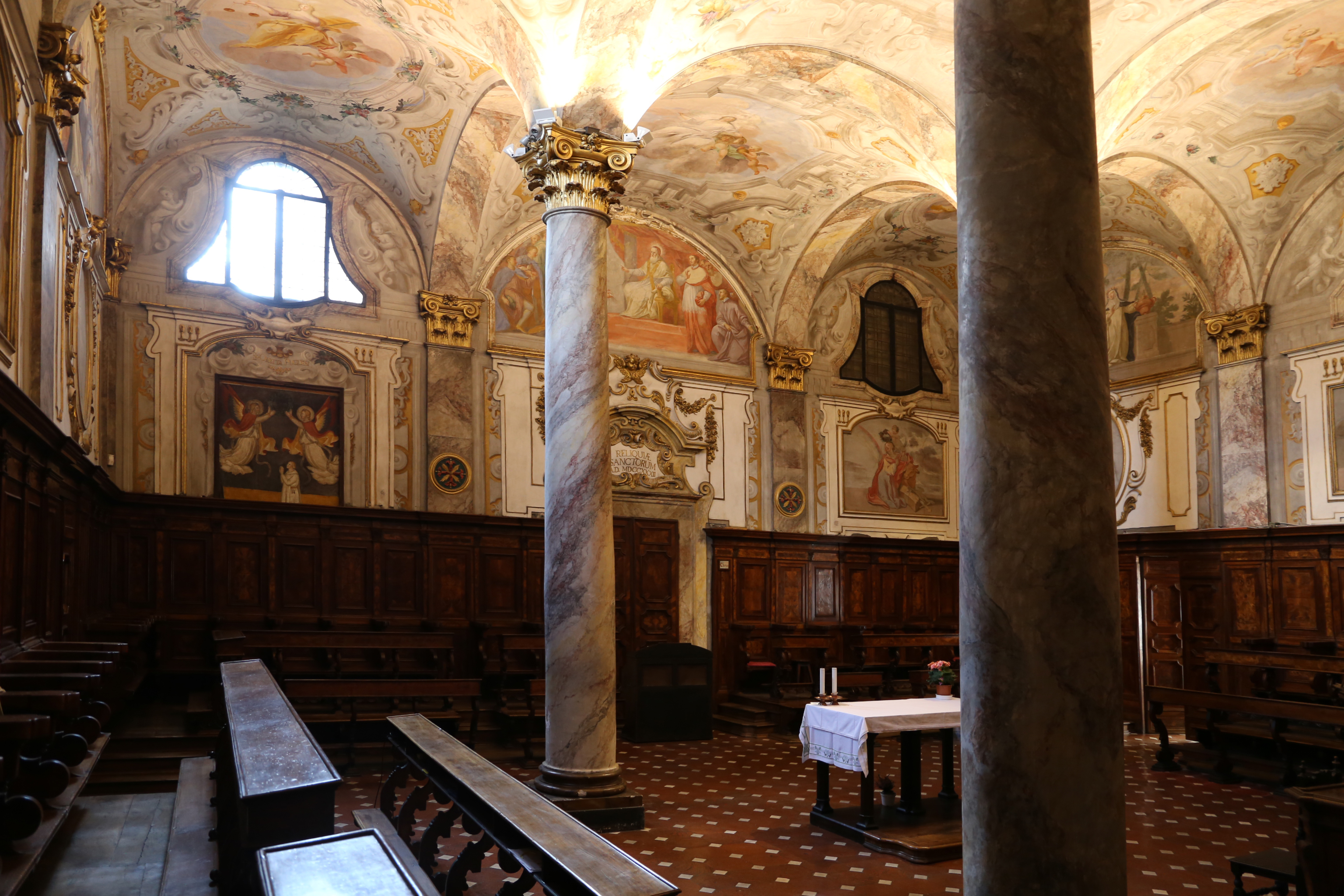
Coro delle monache
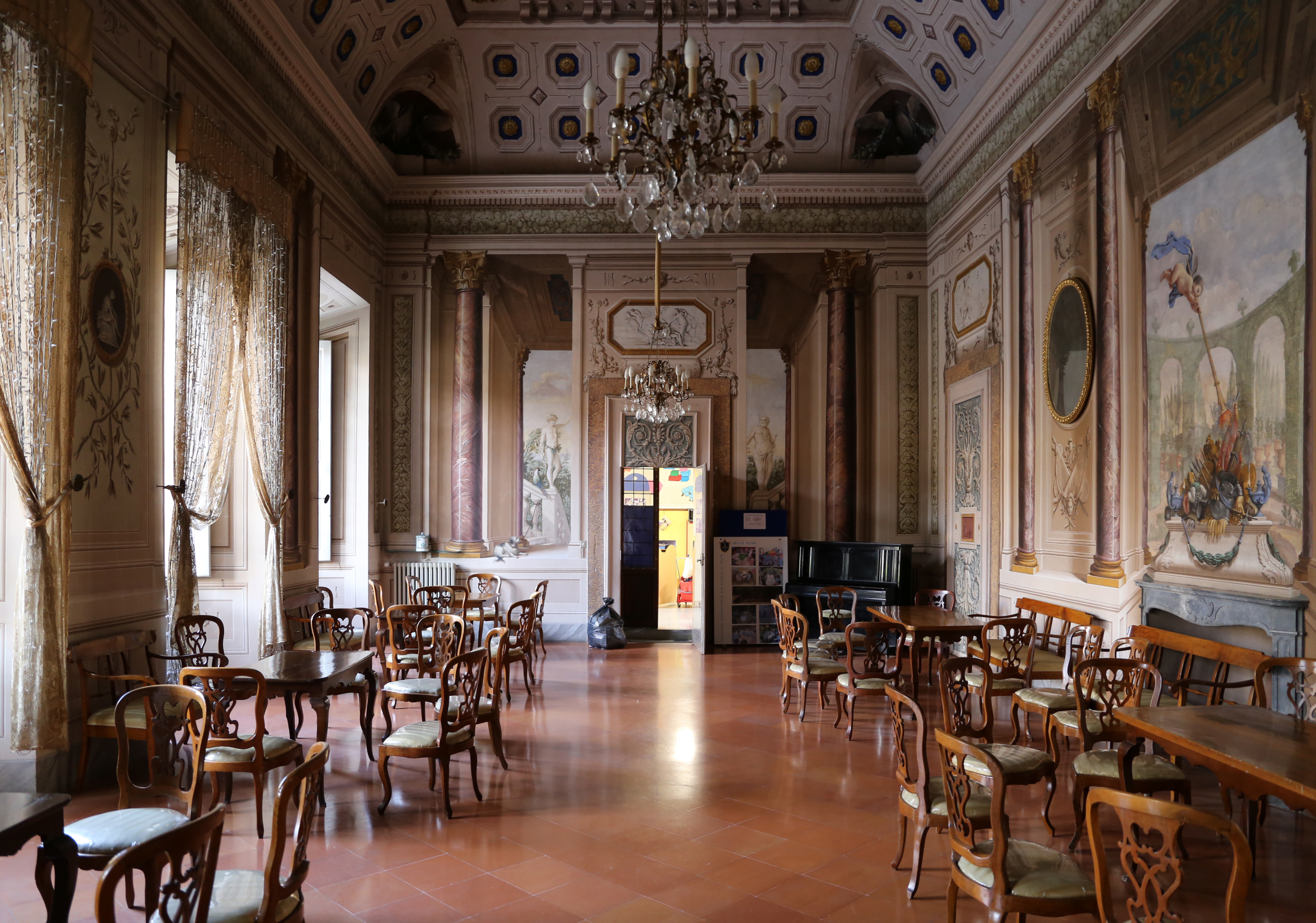
Sala delle Colonne, decorata da Luigi Catani
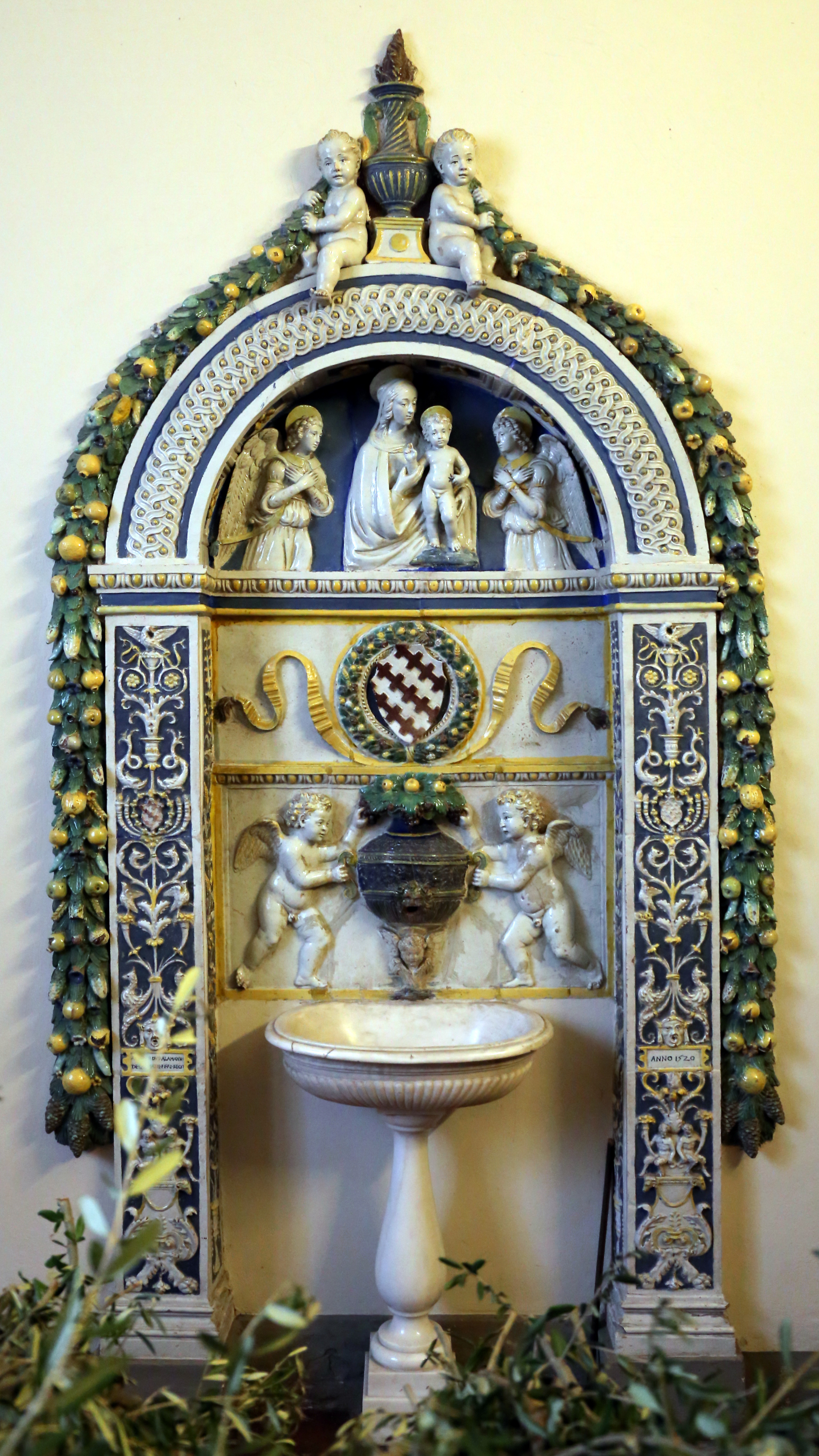
Il lavabo del 1520
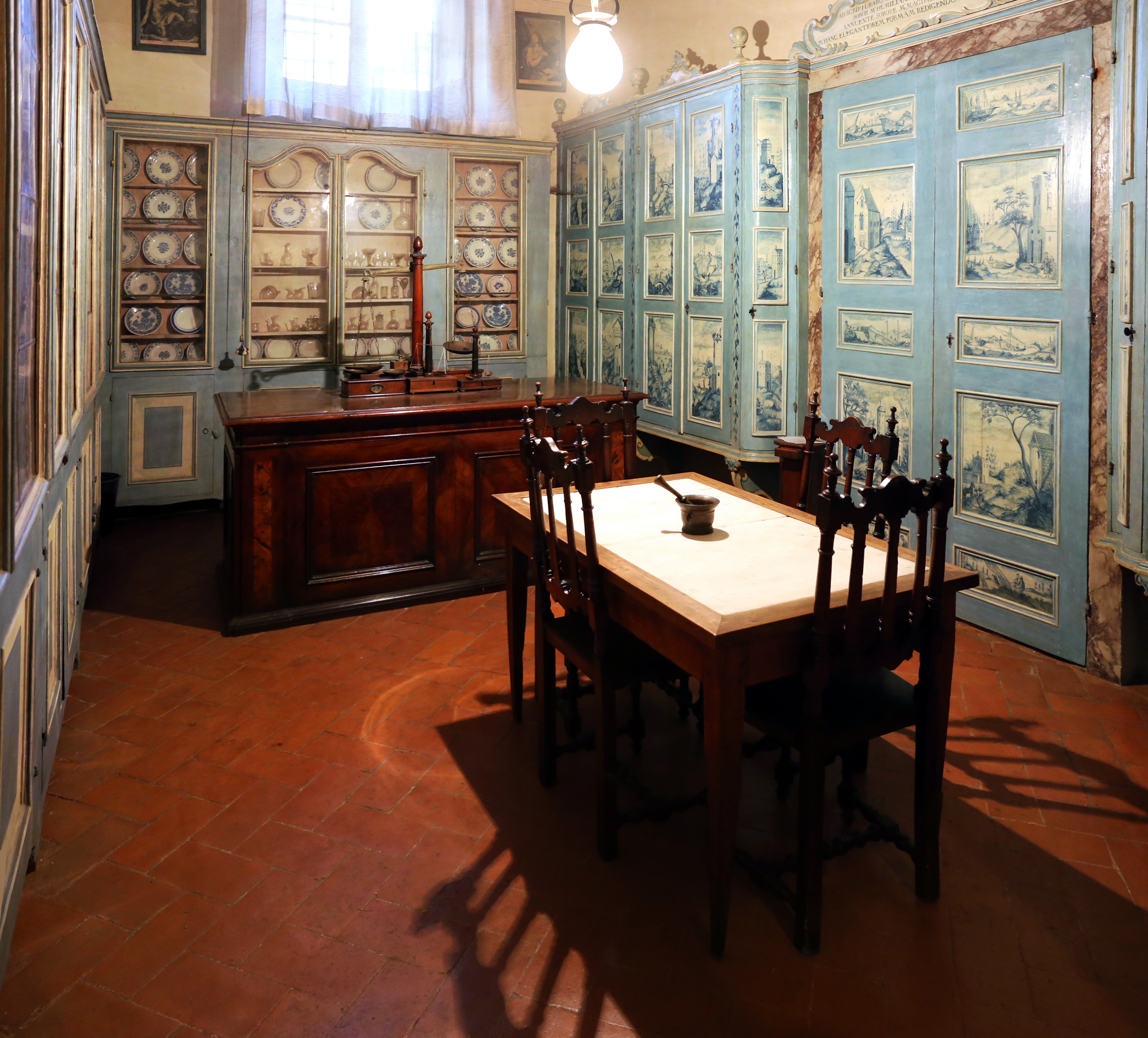
Spezieria
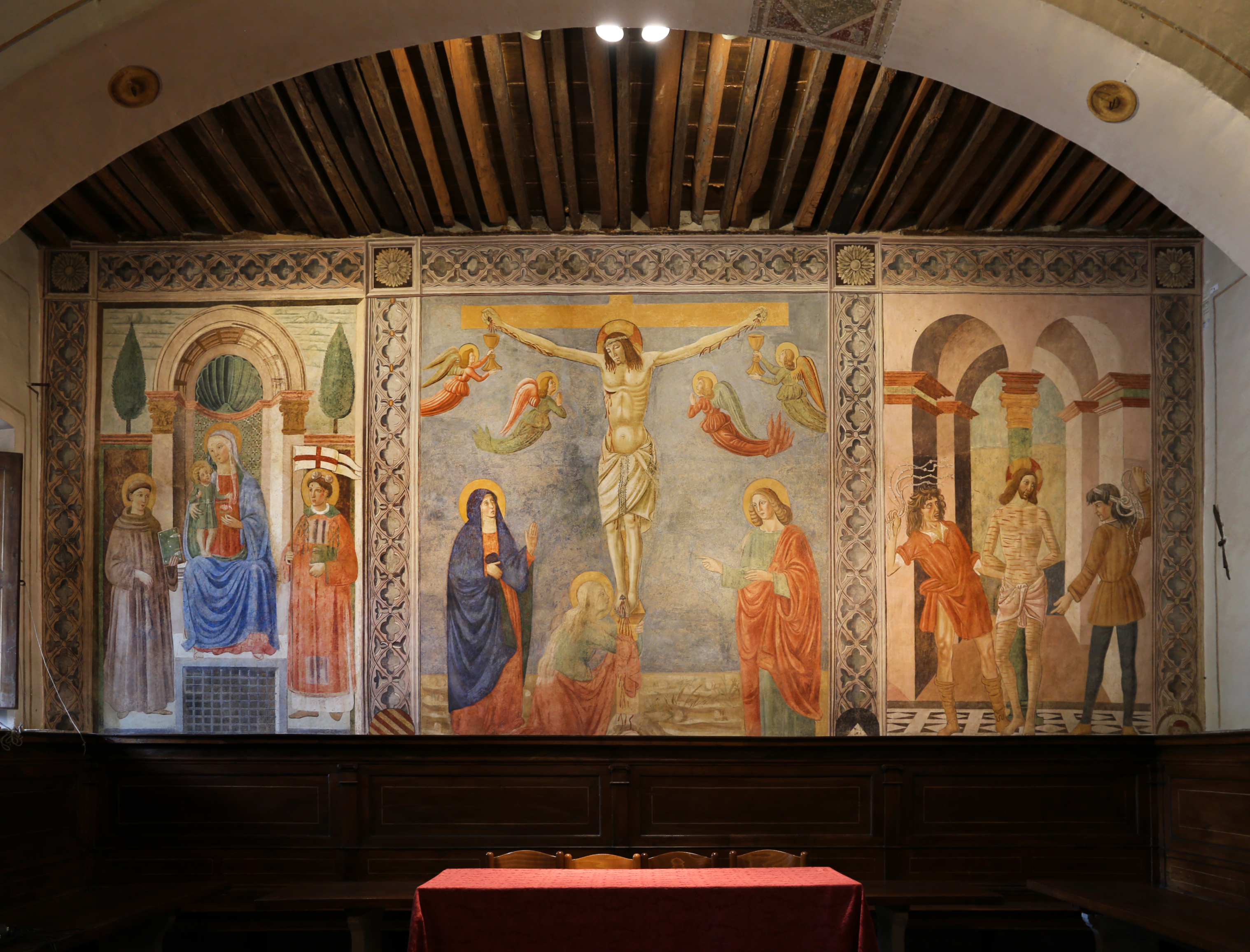
Affresco nel refettorio vecchio o di magro
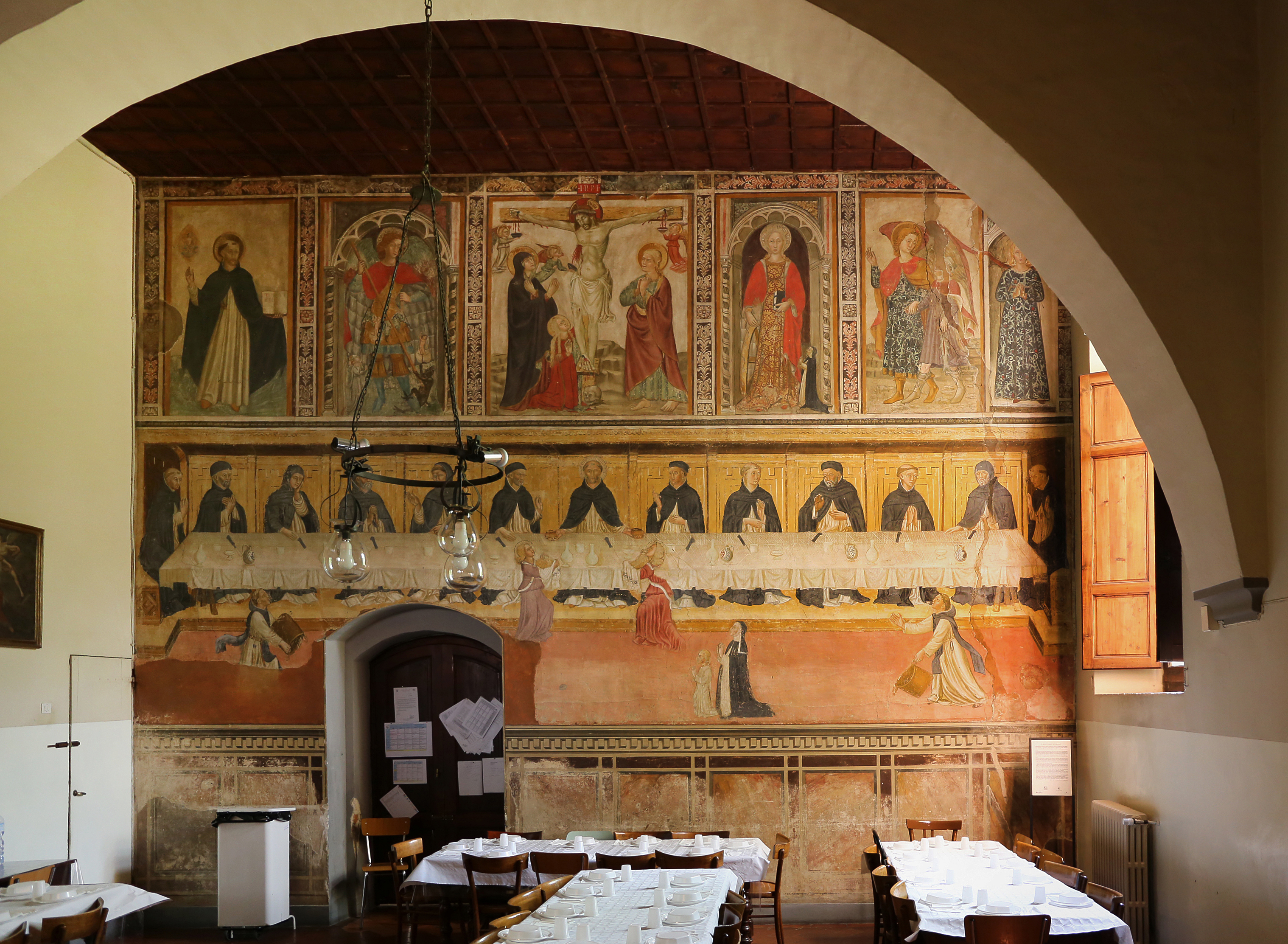
Refettorio delle bisognose
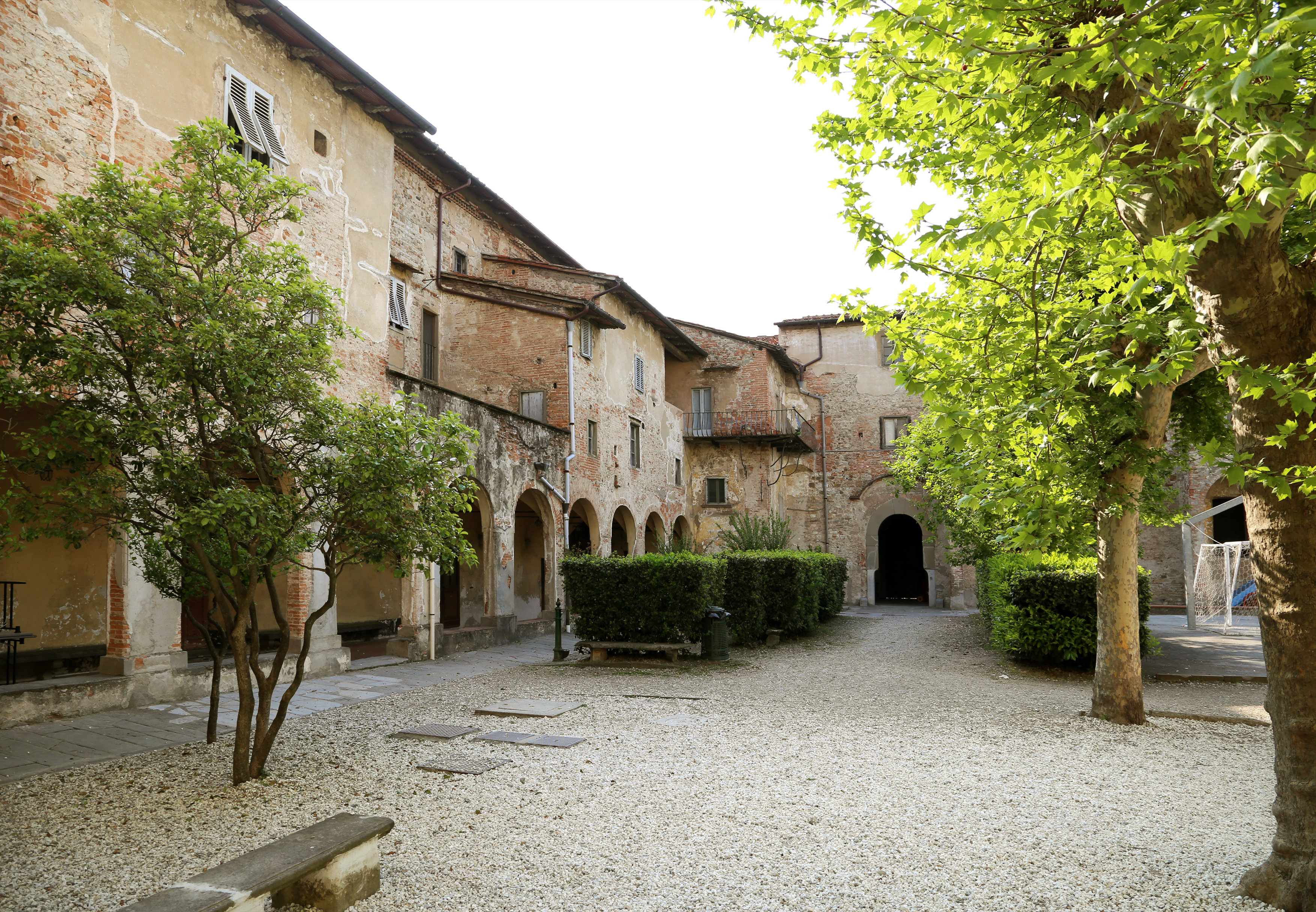
Orto di Fabbrica
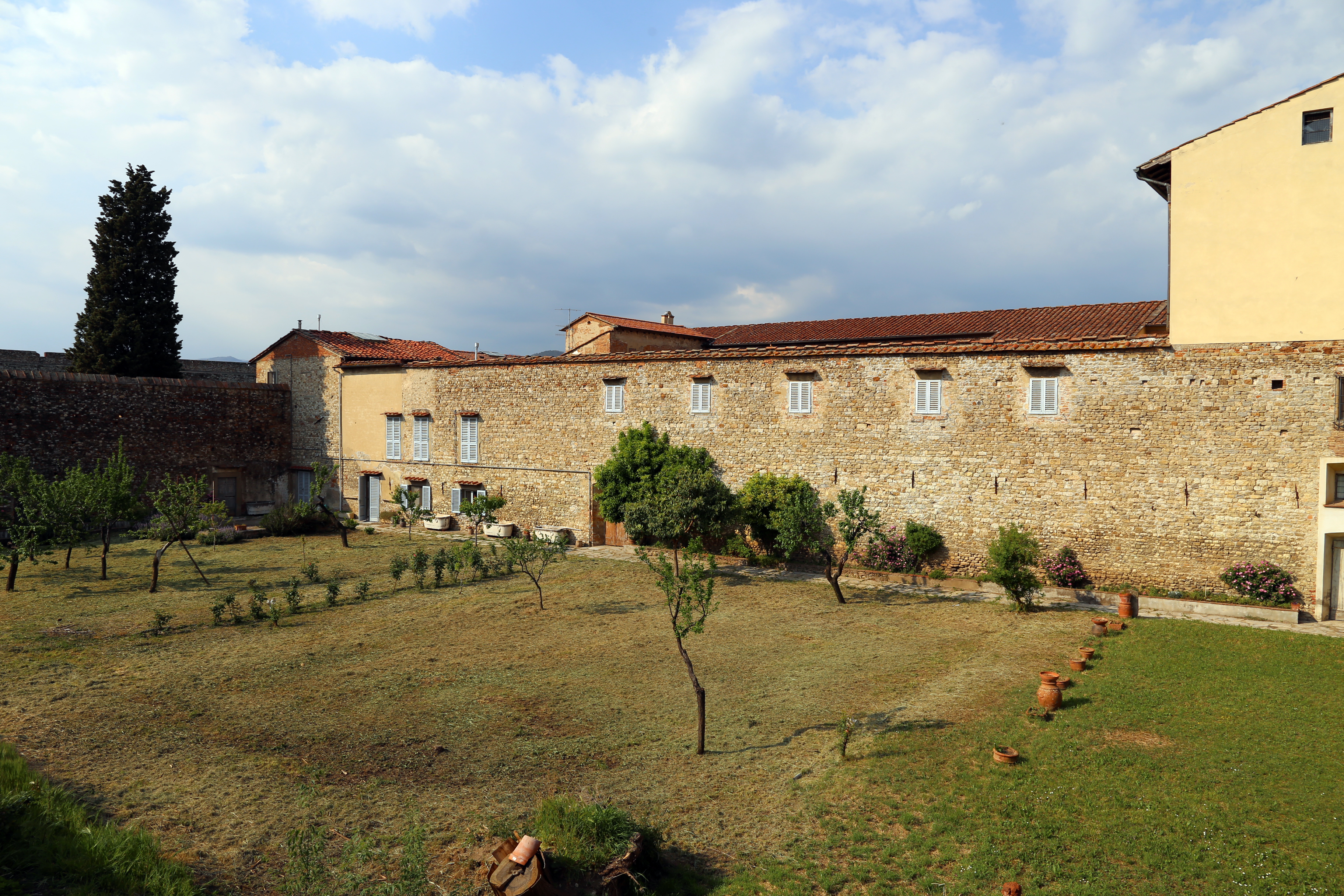
Orto di Gosto
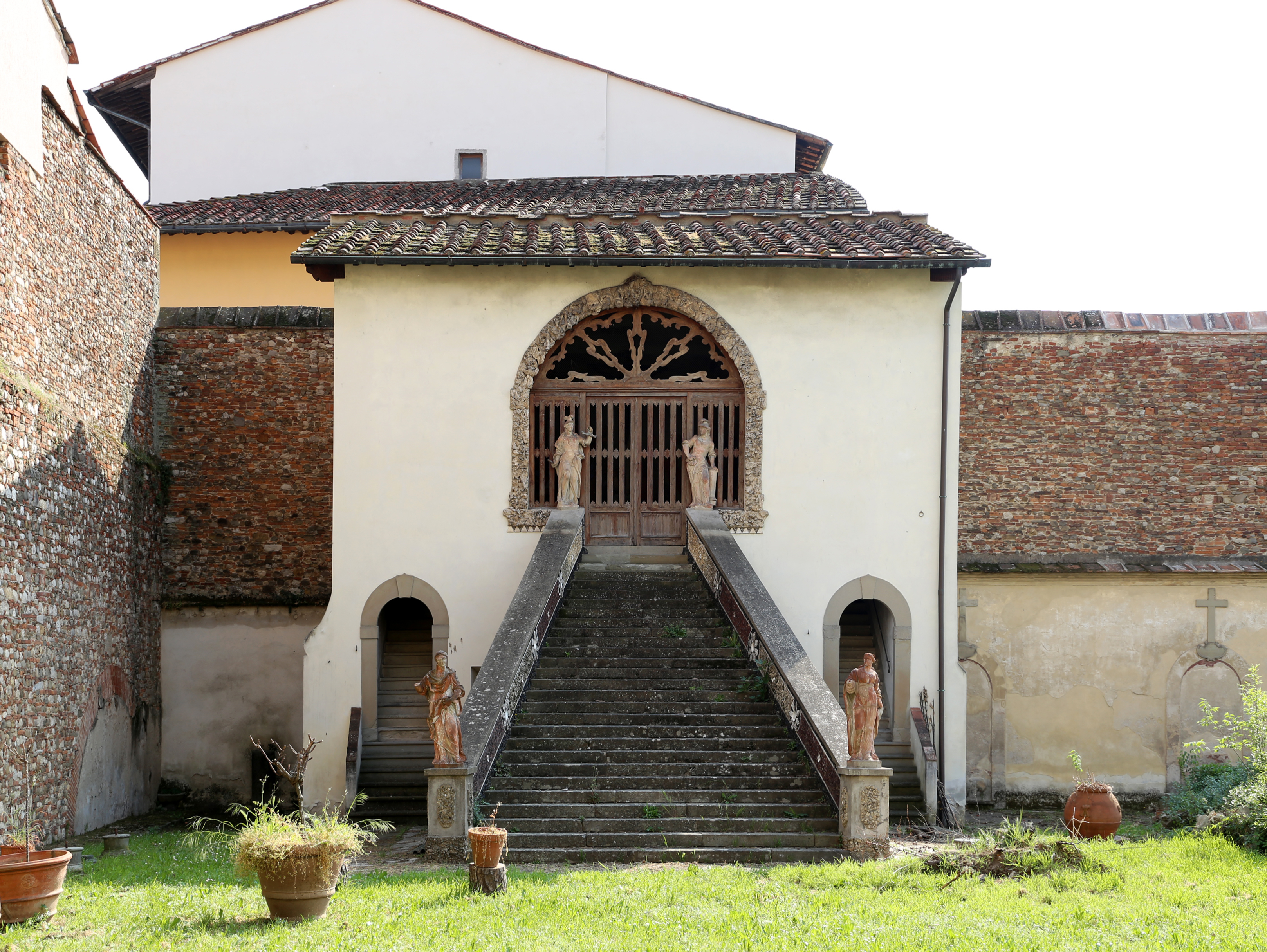
Scala Santa